# Stephen Prata
Stephen Prata (ur. 27 maja 1942) – amerykański wykładowca astronomii, fizyki i informatyki w College of Marin w Kentfield w Kalifornii.

## Życiorys
Magisterium uzyskał na Politechnice Kalifornijskiej, a doktorat na Uniwersytecie Stanowym Kalifornii w Berkeley. Jest autorem i współautorem ponad setek książek programistycznych, w tym książki New C Primer Plus, która uzyskała w 1990 roku nagrodę za najlepszy podręcznik komputerowy przyznaną przez Computer Press Association, oraz  C++ Primer Plus nominowanej do tej samej nagrody w roku 1991.